# Pseudopomyza collessi
Pseudopomyza collessi är en tvåvingeart som beskrevs av Mcalpine 1994. Pseudopomyza collessi ingår i släktet Pseudopomyza och familjen Cypselosomatidae. Inga underarter finns listade i Catalogue of Life.